# Rutland Barrington
Rutland Barrington, pseudonimo di George Rutland Fleet (Penge, 15 gennaio 1853 – Londra, 31 maggio 1922), è stato un attore, cantante e baritono britannico.

## Biografia
Barrington nacque George Rutland Fleet a Penge come quarto figlio di John George Fleet (1818-1902), un commerciante all'ingrosso di zucchero a Londra. Sua madre era Esther Faithfull (1823-1908) di Headley, nel Surrey, in Inghilterra.
Fu istruito alla canonica di Headley e poi alla Merchant Taylors' School di Londra. 
Barrington è stato impiegato in una banca per diciotto mesi da giovane, ma non aveva entusiasmo per questo tipo di lavoro, dato che ambiva ad essere un attore. Il padre di Barrington non voleva che suo figlio salisse sul palco e gli proibì di farlo finché non avesse raggiunto la maggiore età,ma sua zia, attivista e drammaturgo, Emily Faithfull, lo aiutò ad avvicinarsi al teatro.
Nel 1880, Barrington sposò Ellen Louisa "Louie" Jane Stainer (1851-1922), da Woolwich nel Kent, con la quale non ebbe figli.
Ai suoi esordì entrò a far parte della compagnia creata dall'impresario Richard D'Oyly Carte, per eseguire i lavori di Gilbert e Sullivan, interpretando opere di Tom Taylor, prima di recitare, nel 1877 e fino al 1896, nella prima di una lunga serie di opere comiche scritte e composte da Gilbert e Sullivan, The Sorcerer, nella parte del Dr. Daly, ottenendo un buon successo personale.
Nel 1888, Barrington lasciò l'organizzazione di D'Oyly Carte e il Savoy Theatre, per impegnarsi nella gestione teatrale del Saint James's Theatre, che si rivelò poco fortunata, e successivamente interpretò nuove opere scritte dalla coppia Gilbert e Sullivan.
A partire dal 1896, Barrington trascorse dieci anni di grande successo sotto la direzione di Edwardes al Daly's, prima assumendo il ruolo di Marquis Imari in The Geisha (1896), e quindi creando ruoli in una serie di altre commedie edoardiane di successo, tra cui Marcus Pomponio in A Greek Slave (1898), Yen How in San Toy (1899), il Rajah di Bhong in A Country Girl (1902), e Boobhamba in The Cingalee (1904), tra gli altri.
Una delle caratteristiche più popolari delle sue interpretazioni fu l'inserimento di canzoni d'attualità, o versi di canzoni, all'interno delle sue commedie musicali. Dopo aver lasciato il Daly's Theatre continuò ad apparire nei ruoli di commedie musicali e si esibì nel music hall. Dotato di una buona voce di baritono e di una bella presenza scenica, interpretò anche alcune opere di William Shakespeare e altri ruoli drammatici ed apparve in alcuni film muti.
Dopo di che Barrington ebbe un ictus paralitico all'inizio del 1919 e non fu più in grado di esibirsi. Trascorse il resto della sua vita in povertà, sebbene i suoi colleghi attori ricevessero sussidi e facessero altri sforzi per aiutarlo; i suoi fratelli e i suoi vicini di East Hagbourne, nel Berkshire, lo aiutarono mentre diventava sempre di più una persona con disabilità e alla fine incapace persino di parlare. Morì nel 1922 mentre viveva allo St. James's Infirmary, Balham, un quartiere nel sud di Londra, e fu sepolto al Morden Cemetery, Morden.

## Opere

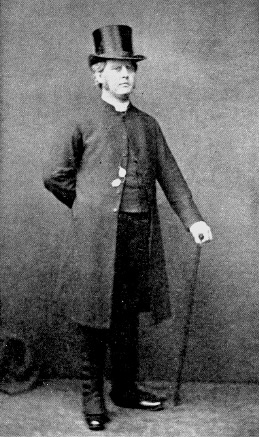
Barrington nel ruolo di Dr. Daly in The Sorceror (1908)
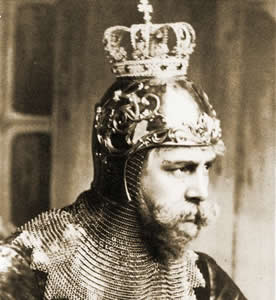
Barrington nel ruolo di re Ildebrando in Princess Ida (1884)
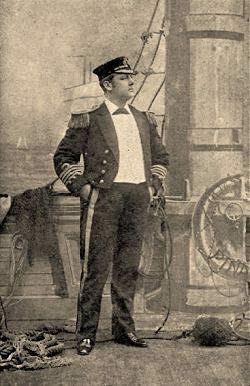
Barrington nel ruolo di Captain Corcoran in H.M.S. Pinafore (1880)